# Astiphromma gilvicrus
Astiphromma gilvicrus är en stekelart som beskrevs av Dasch 1971. Astiphromma gilvicrus ingår i släktet Astiphromma och familjen brokparasitsteklar. Inga underarter finns listade.